# Veine subcostale
La veine subcostale (ou sous-costale) est une veine du corps humain qui longe la partie inférieure de la douzième côte. Elle a les mêmes qualités que les veines intercostales postérieures, sauf qu'elle ne peut pas être considérée comme intercostale car elle ne chemine pas entre deux côtes. 
Chaque veine subcostale dégage une branche postérieure (dorsale) qui a une distribution similaire au rameau postérieur d'une artère intercostale. 
Elle s'anastomose avec la veine lombaire ascendante pour former la racine latérale de la veine azygos à droite, et à gauche de la veine hémi-azygos.